# HARD TRUCK II King of the Road
Hard Truck 2: King of the Road is de Europese naam van het videospel Hard Truck 2. Het is ontwikkeld door SoftLab-NSK en op 7 juni 2002 in verschillende Europese landen uitgegeven door JoWooD Entertainment AG. Het is een simulatiespel waarin de speler een truck moet besturen.

## Steden
In volgende steden ligt een vracht die vervoerd kan worden naar een andere stad. Deze steden zijn imitaties van bestaande Amerikaanse steden.
- Southgate (at the beginning of the game)
- Westwood
- St. Helena
- Foothill
- Rivervalley
- Mercury
- North Harbor
- Eastwood
- Windcliff
- Greystone